# Morgan County, Ohio
Morgan County är ett administrativt område i delstaten Ohio, USA, med 15 054 invånare. Den administrativa huvudorten (county seat) är McConnelsville.

## Geografi
Enligt United States Census Bureau har countyt en total area på 1 093 km². 1 082 km² av den arean är land och 11 km² är vatten. 

### Angränsande countyn
- Muskingum County - norr
- Noble County - nordost
- Washington County - sydost
- Athens County - sydväst
- Perry County - väst

### Orter
- Chesterhill
- Malta
- McConnelsville (huvudort)
- Stockport